# Velika nagrada 70. obljetnice
Velika nagrada 70. obljetnice je automobilistička utrka Formule 1 jedinstvenog naziva koja se prvi i jedini put održala 2020. godine na stazi Silverstone povodom 70. obljetnice obilježavanja utrka svjetskog prvenstva Formule 1. Utrka je uvrštena naknadno u kalendar tijekom 2020. godine, nakon niza otkazivanja drugih utrka zbog pandemije koronavirusa. FIA je stoga odlučila da će se po dvije utrke u sezoni voziti na stazi Silverstone i Red Bull Ring. Pošto je prva utrka nosila službeni naziv Velika nagrada Velike Britanije, čelnici FIA-e su odlučili da će drugoj utrci na istoj stazi dati naziv Velika nagrada 70. obljetnice povodom spomenute obljetnice.

## Pobjednici
| Godina | Vozač          | Bolid          | Lokacija    |
| ------ | -------------- | -------------- | ----------- |
| 2020.  | Max Verstappen | Red Bull-Honda | Silverstone |

## Utrka Formule 1 2020.
Tjedan dana nakon Velike nagrade Velike Britanije 2020., održala se jedina Velika nagrada 70. obljetnice (Emirates Formula 1 70th Anniversary Grand Prix 2020) na stazi Silverstone. Trkači vikend vožen je od 7. do 9. kolovoza, a vodeći u poretku vozača uoči utrke je bio Lewis Hamilton s trideset bodova prednosti ispred Valtterija Bottasa, te trideset i šest bodova prednosti ispred Maxa Verstappena. U poretku konstruktora Mercedes je imao 146 bodova, odnosno 68 bodova više od drugoplasirane Red Bull-Honde, te 95 bodova više od trećeplasiranog McLaren-Renaulta. Uoči utrke stigla je vijest da je FIA kaznila Racing Point s 400 000 eura kazne i oduzimanjem 15 konstruktorskih bodova, nakon što je prihvatila Renaultov protest, te nemogućnost dokazivanja Racing Pointa da je dizajn usisnika za hlađenje stražnjih kočnica njihov, a ne kopija Mercedesovog dizajna iz 2019.
Nakon što su Mercedesovi vozači bili najbrži na sva tri slobodna treninga, iznenađenja nije bilo ni u kvalifikacijama. Valtteri Bottas je uspio za samo šest stotinki postaviti najbrže vrijeme ispred svog momčadskog kolege, Lewisa Hamiltona. Nico Hülkenberg odvozio je sjajan krug te došao do treće pozicije, dok se iza njega našao Max Verstappen. Valtteri Bottas uspio je obraniti najbolju startnu poziciju ispred Lewisa Hamiltona, dok je iza njih sjajan start imao Max Verstappen koji se uspio probiti ispred Nice Hülkenberga. Priliku za prolazak Hülkenberga pokušao je iskoristiti i Daniel Ricciardo, no to ga je na kraju koštalo gubitka pozicije od Lancea Strolla. Sebastian Vettel sam se izvrtio u prvom zavoju, a sreća je bila što ga nitko nije pogodio, iako je bilo vrlo blizu tome. Lando Norris je napredovao dvije pozicije, a isto toliko je na startu izgubio Charles Leclerc. Hamilton je pokušao napasti Bottasa u Brooklandsu, no Finac se obranio. 
Velika potrošnja guma bila je vidljiva već nakon nekoliko krugova. Alex Albon i Pierre Gasly otišli su po nove gume već u sedmom i osmom krugu. Mercedes se mučio u vrućim uvjetima i na mekšim komponentama Pirellijevih guma te nisu imali ništa od ogromne kvalifikacijske prednosti od jedne sekunde ispred Red Bulla, a Verstappen je sjajno iskoristio Red Bullovu odluku da startaju na hard gumama i ignorirao upute trkaćeg inženjera da uspori kad je sustigao Mercedese u prvoj dionici. Verstappen je do 12. kruga uspio smanjiti zaostatak za Hamiltonom na manje od sekunde, a Mercedesi su nekoliko krugova kasnije po prvi put otišli u boks – Bottas u 14., a Hamilton u 15. krugu. Verstappen je prvu promjenu guma odradio u 27. krugu, a na stazu se vratio ispred Hamiltona i tik iza Bottasa. Nizozemac nije dugo oklijevao – već u Brooklandsu kreće u napad, a na izlazu iz Luffielda s vanjske strane dovršava pretjecanje nad Bottasom i prelazi u vodstvo utrke. Par krugova kasnije stigla je mu je poruka iz boksa da zaboravi na čuvanje guma i jednostavno pritišće koliko god mu gume to dopuštaju.
Oko 30. kruga većina je vozača krenula na drugu promjenu guma, a najduže je čekao Hamilton. Verstappenu je u 41. krugu javljeno da pritisne Hamiltona, za slučaj da Britanac planira ostati na stazi do kraja utrke, no u 42. krugu prvak ipak odlazi u boks po novi hard. Na stazu se vratio iza Bottasa i sjajnog Leclerca koji je s jednim zaustavljanjem držao četvrto mjesto s ogromnom prednošću u odnosu na ostale. Obojicu je prošao bez većih problema do 50. kruga, usput postavivši najbrži krug utrke. Leclerc je sjajno održao gume i ostao na četvrtom mjestu s jednom promjenom guma, dok je Albon dva kruga prije kraja prestigao Strolla. Stroll i Hülkenberg završili su šesti i sedmi za Racing Point iako su do pretkraj utrke držali peto i šesto mjesto, a Hülkenberga su pozvali na kasnu promjenu guma zbog koje je izgubio mjesto od momčadskog kolege Strolla. Esteban Ocon je imao dobru utrku nakon starta na hard gumama s 14. mjesta uz samo jedno zaustavljanje u boksu, a Francuz je završio osmi ispred Norrisa u McLarenu i Daniila Kvjata u AlphaTauriju koji je pobijedio momčadskog kolegu Gaslyja iako je startao devet mjesta iza njega. Vettel je završio tek 12. za Ferrari, a Carlos Sainz je imao razočaravajuću utrku za McLaren koju je završio na 13. mjestu.
Verstappen ostvario je prvu pobjedu ove sezone i prvu Red Bullovu na Silverstoneu nakon osam godina, a Hamilton je završio drugi nakon i izjednačio rekord Michaela Schumachera osvojivši 155. postolje u F1 karijeri. Verstappenu je ovo bila deveta pobjeda u Formuli 1 i prva nakon prošlogodišnje VN Brazila, a ujedno i 35. pobjedničko postolje.